# متغايرات سناخية
المتغايرات السناخية (الاسم العلمي:Halvaria) هي أصنوفة عليا من الأسناخ الصبغية تتبع مجموعة سار الرئيسية.

## التصنيف
- الطلائعيات السناخية
  - معقدات القمة
    - المخروطانيات
      - الأكريات

  - الناقصات
    - الماصات
      - البوائغ
        - أكريات الشكل
          - الدمويات
            - البوغيات الدموية وأشباهها

      - الدوارات الحيوانية
        - السوطيات الدوارة
          - الطحالب الدوارة
            - الطحالب الدوارة العارية
              - المتقوصريات